# Diskografie Armina van Buurena
Toto je diskografie nizozemského trancového DJe a producenta Armina van Buurena.

## Studiová alba
| Rok  | Album                                                                                            | Nejvyšší umístění v hitparádě | Nejvyšší umístění v hitparádě | Nejvyšší umístění v hitparádě | Nejvyšší umístění v hitparádě | Nejvyšší umístění v hitparádě | Nejvyšší umístění v hitparádě |
| Rok  | Album                                                                                            | UK                            | US                            | NL                            | BEL                           | GER                           | MEX                           |
| ---- | ------------------------------------------------------------------------------------------------ | ----------------------------- | ----------------------------- | ----------------------------- | ----------------------------- | ----------------------------- | ----------------------------- |
| 2003 | 76 - Vydáno: červen 2003 - Vydavatel: United Recordings - Formát: CD                             | —                             | —                             | 38                            | —                             | —                             | —                             |
| 2005 | Shivers - Vydáno: 8. srpna 2005 - Vydavatel: Armada Music - Formát: CD, digital download         | —                             | —                             | 23                            | —                             | —                             | —                             |
| 2008 | Imagine - Vydáno: 18. duben 2008 - Vydavatel: Armada Music - Formát: CD, digital download        | —                             | 157                           | 1                             | —                             | —                             | 39                            |
| 2010 | Mirage - Vydáno: 10. září 2010 - Vydavatel: Armada Music - Formát: CD, digital download          | 113                           | 148                           | 3                             | 10                            | 42                            | 12                            |
| 2013 | Intense - Vydáno: 3. květen 2013 - Vydavatel: Armada Music - Formát: CD, digital download, vinyl |                               |                               |                               |                               |                               |                               |
| 2015 | Embrace - Vydáno: 29. října 2015 - Vydavatel: Armada Music - Formát: CD, digital download        |                               |                               |                               |                               |                               |                               |

## Kompilační alba
| Rok  | Album                                                           | Nejvyšší umístění v hitparádě | Nejvyšší umístění v hitparádě | Nejvyšší umístění v hitparádě | Nejvyšší umístění v hitparádě | Nejvyšší umístění v hitparádě | Nejvyšší umístění v hitparádě |
| Rok  | Album                                                           | UK                            | US                            | NL                            | BEL                           | GER                           | MEX                           |
| ---- | --------------------------------------------------------------- | ----------------------------- | ----------------------------- | ----------------------------- | ----------------------------- | ----------------------------- | ----------------------------- |
| 2006 | 10 Years - Vydáno: 11. listopadu 2006 - Vydavatel: Armada Music | —                             | —                             | 45                            | —                             | —                             | —                             |

### Alba remixů
| Rok  | Album                                                                    | Nejvyšší umístění v hitparádě | Nejvyšší umístění v hitparádě | Nejvyšší umístění v hitparádě | Nejvyšší umístění v hitparádě | Nejvyšší umístění v hitparádě | Nejvyšší umístění v hitparádě |
| Rok  | Album                                                                    | UK                            | US                            | NL                            | BEL                           | GER                           | MEX                           |
| ---- | ------------------------------------------------------------------------ | ----------------------------- | ----------------------------- | ----------------------------- | ----------------------------- | ----------------------------- | ----------------------------- |
| 2009 | Imagine – The Remixes - Vydáno: 14. února 2009 - Vydavatel: Armada Music | —                             | —                             | 49                            | —                             | —                             | 88                            |
| 2011 | Mirage – The Remixes - Vydáno: 17. června 2011 - Vydavatel: Armada Music | —                             | —                             | 11                            | —                             | —                             | 84                            |

### DJské mixy
- 1999 United (CD) [United Recordings]
- 1999 Artist Profile Series 4: Boundaries Of Imagination (CD) [Black Hole Recordings]
- 1999 This Is Not The United Sampler (CD) [United Recordings]
- 2000 TranceMatch (CD) (jako Armin vs. System F) [Cutting Edge]
- 2000 001 A State of Trance (2 CD) [United Recordings]
- 2001 002 Basic Instinct (2 CD) [United Recordings]
- 2001 003 In Motion (2 CD) [United Recordings]
- 2002 004 Transparance (2 CD) [United Recordings]
- 2002 Club Oxygen (CD) [Armind, United Recordings]
- 2004 Big Room Trance (CD) [Mixmag]
- 2008 Live At The Gallery Ministry of Sound (CD) [Mixmag]
- 2008 Armin Only: Imagine - The Music
- 2009 Raveline Mix Sessions 014
- 2010 The Music From A State Of Trance 450
- 2011 Armin Only: Mirage - The Music
- 2011 A State Of Trance 500 (5 CD) (CD 1 Mixed by Armin van Buuren)

### SérieA State of Trance
- 2004 A State of Trance 2004
- 2005 A State of Trance 2005
- 2006 A State of Trance 2006
- 2007 A State of Trance 2007
- 2008 A State of Trance 2008
- 2009 A State of Trance 2009
- 2010 A State of Trance 2010
- 2011 A State of Trance 2011
- 2012 A State of Trance 2012
- 2013 A State of Trance 2013
- 2014 A State of Trance 2014
- 2015 A State of Trance 2015
- 2016 A State of Trance 2016

### Série A State of Trance Yearmix
- 2005 A State of Trance Year Mix 2005
- 2006 A State of Trance Year Mix 2006
- 2007 A State of Trance Year Mix 2007
- 2008 A State of Trance Year Mix 2008
- 2009 A State of Trance Year Mix 2009
- 2010 A State of Trance Year Mix 2010
- 2011 A State of Trance Year Mix 2011

### Série A State Of Trance Classics
- 2006 A State Of Trance Classics Vol. 1
- 2007 A State Of Trance Classics Vol. 2
- 2008 A State Of Trance Classics Vol. 3
- 2009 A State Of Trance Classics Vol. 4
- 2010 A State Of Trance Classics Vol. 5
- 2011 A State Of Trance Classics Vol. 6

### Série Universal Religion
- 2003 Universal Religion Chapter One
- 2004 Universal Religion Chapter 2 - Live from Armada at Ibiza
- 2007 Universal Religion Chapter 3 - Live from Armada at Ibiza (vyšlo jako Universal Religion 2008 v USA)
- 2009 Universal Religion Chapter 4
- 2011 Universal Religion Chapter 5 - Recorded Live From Space Ibiza

## Video alba
- 2005 Armin Only - The Next Level
- 2006 Armin Only - Ahoy
- 2008 Armin Only - Imagine
- 2009 The Music Videos 1997-2009
- 2010 Armin Only - Mirage

## Singly
- 1996 "Push" (jako Armin)
- 1996 "Check Out Your Mind" (jako Armin)
- 1996 "Spanish Love" (jako El Guitaro)
- 1996 "Dreams In Sync" (jako Hyperdrive Inc.)
- 1996 "Electronicly Entertained" (jako Technology)
- 1996 "Turn Me On" (jako Armania)
- 1997 "The Only Love" (jako Armania)
- 1997 "Lilmotion EP" (jako Lilmotion)
- 1997 "Gotta Feel It" (jako Amsterdance)
- 1997 "Ideal World EP" (jako Misteri A)
- 1997 "C'Est Tout" (jako Monsieur Basculant)
- 1997 "Why You Wanna Hurt Me" (jako Gimmick)
- 1997 "Allright" (jako The Shoeshine Factory)
- 1997 "Blue Fear" (jako Armin)
- 1998 "Wicked" (jako The Shoeshine Factory)
- 1998 "Raw" (jako Hyperdrive Inc.)
- 1998 "Pass The Bottle" (jako Wodka Wasters)
- 1998 "Self Control" (jako Problem Boy)
- 1998 "The United Colors EP" (jako Red & White)
- 1999 "Lost Soul Society" (jako Armin)
- 1999 "Communication" (jako Armin)
- 1999 "Virgo" (jako Armin)
- 1999 "Out Of Blue (Remixes)" (jako Red & White)
- 1999 "See Me, Feel Me" (jako Darkstar)
- 1999 "Blame The Music" (jako Electrix)
- 1999 "Gettaway" (jako Electrix)
- 1999 "One" (jako Gig)
- 1999 "Future Fun-Land" (jako Perpetuous Dreamer)
- 1999 "Touch Me" (jako Rising Star)
- 2000 "Communication Part 2"
- 2000 "Eternity" (společně s Tiësto jako Alibi)
- 2000 "Wonder?/Wonder Where You Are?" (společně s Tiësto jako Major League)
- 2000 "Free" (jako Gimmick)
- 2000 "Monotonous" (jako E=MC²)
- 2001 "4 Elements" (jako Gaia)
- 2001 "Namistai" (společně s Paul van Dyk)
- 2001 "Exhale" (společně s System F)
- 2001 "The Sound of Goodbye" (jako Perpetuous Dreamer společně s Fuel 2 Fire a Elles de Graaf)
- 2002 "Clear Blue Moon/Star Theme" (jako Rising Star)
- 2002 "Sunspot" (jako Rising Star společně s Airwave)
- 2002 "Dust.wav" (jako Perpetuous Dreamer společně s Raz & Adryan a Elles de Graaf)
- 2002 "Yet Another Day" (feat. Ray Wilson)
- 2002 "Sunburn"
- 2003 "Sunburn (Walk Through Fire)" (společně s Victoria Horn)
- 2003 "Burned With Desire" (feat. Justine Suissa)
- 2004 "Future Fun-Land 2004" (jako Perpetuous Dreamer)
- 2004 "Intruder/Pound" (jako Armin vs. M.I.K.E.)
- 2005 "Shivers" (feat. Susana)
- 2005 "Birth Of An Angel" (společně s Raz & Adryan a Susana)
- 2005 "Serenity" (feat. Jan Vayne)
- 2006 "Who Is Watching" (feat. Nadia Ali)
- 2006 "Sail"
- 2006 "Control Freak"
- 2006 "Love You More" (feat. Racoon)
- 2006 "Saturday Night" (jako Armin van Buuren vs. Herman Brood)
- 2007 "Communication Part 3"
- 2007 "This World Is Watching Me" (jako Armin van Buuren vs. Rank 1 feat. Kush)
- 2007 "The Sound Of Goodbye 2007" (jako Raz & Adryan & Elles de Graaf)
- 2007 "Rush Hour"
- 2008 "If You Should Go" (feat. Susana)
- 2008 "Going Wrong" (jako Armin van Buuren & DJ Shah feat. Chris Jones)
- 2008 "In And Out Of Love" (společně s Sharon den Adel)
- 2009 "Unforgivable" (feat. Jaren)
- 2009 "Fine Without You" (feat. Jennifer Rene)
- 2009 "Never Say Never" (feat. Jacqueline Govaert)
- 2009 "Tuvan" (jako Gaia)
- 2009 "Broken Tonight" (feat. VanVelzen)
- 2010 "Aisha" (jako Gaia)
- 2010 "Remember Love" (jako Dj's United)
- 2010 "Full Focus"
- 2010 "Not Giving Up on Love" (Armin Van Buuren vs. Sophie Ellis-Bextor)
- 2010 "This Light Between Us" (feat. Christian Burns)
- 2011 "Status Excessu D" (jako Gaia)
- 2011 "Drowning" (feat. Laura V)
- 2011 "Winter Stayed" (jako Triple A)
- 2011 "Vice Versa" (společně s ATB)
- 2011 "Neon Hero" (feat. Christian Burns & Bagga Bownz)
- 2011 "Feels So Good" (feat. Nadia Ali)
- 2011 "Brute" (společně s Ferry Corsten)
- 2011 "Stellar" (jako Gaia)
- 2011 "Youtopia" (feat. Adam Young)
- 2012 "J’ai Envie De Toi" (jako Gaia)
- 2012 "Suddenly Summer" (feat. Ana Criado)
- 2012 "Belter" (společně s Ørjan Nilsen)
- 2012 "Orbion"

## Remixy
- 2015 Hardwell feat. Amba Shepherd - United We Are (Armin van Buuren Remix)
- 2015 Faithless - We Come 1 2.0 (Armin van Buuren Remix)
- 2015 Ramin Djawadi - Game Of Thrones Theme (Armin van Buuren Remix)
- 2014 Idina Menzel - Let It Go (Armin van Buuren Remix)
- 2014 Krewella - Enjoy The Ride (Armin van Buuren Remix)
- 2013 Kat Krazy feat. Elkka - Siren (Armin van Buuren Remix)
- 2013 Mark Knight & D. Ramirez V Underworld - Downpipe (Armin van Buuren Remix)
- 2012 Frans Bak - The Killing (Armin van Buuren Remix)
- 2012 Zedd feat. Matthew Koma - Spectrum (Armin van Buuren Remix)
- 2012 Kirsty - Twilight (Armin van Buuren Remix)
- 2011 Wiegel Meirmans Snitker - Nova Zembla (Armin van Buuren Remix)
- 2011 David Guetta feat. Usher - Without You (Armin van Buuren Remix)
- 2011 Emma Hewitt - Colours (Armin van Buuren Remix)
- 2011 Hannah - Falling Away (Armin van Buuren Remix)
- 2011 Nadine Coyle - Put Your Hands Up (Armin van Buuren Remix)
- 2011 Triple A - Winter Stayed (Armin van Buuren's On The Beach Mix)
- 2011 Laura Jansen - Use Somebody (Armin van Buuren Rework)
- 2010 Chicane - Where Do I Start? (Armin van Buuren Remix)
- 2010 Miguel Bosé - Jurame (Armin van Buuren Remix)
- 2010 Armin van Buuren feat. Christian Burns - This Light Between Us (Armin van Buuren's Great Strings Mix)
- 2010 Dido - Everything to Lose (Armin van Buuren Remix)
- 2010 Faithless - Not Going Home (Armin van Buuren Remix)
- 2010 Armin van Buuren vs. Sophie Ellis-Bextor - Not Giving Up On Love (Armin van Buuren Remix)
- 2009 Cerf, Mitiska & Jaren - Beggin’ You (Armin van Buuren Remix)
- 2009 BT feat. Jes - Every Other Way (Armin van Buuren Remix)
- 2008 Kerli - Walking On Air (Armin van Buuren Remix)
- 2008 Armin van Buuren feat. Gabriel & Dresden - Zocalo (Armin In Mexico Mix)
- 2008 The Killers - Human (Armin Van Buuren Remix)
- 2008 The Killers - Human (Armin Van Buuren Dub)
- 2007 Tony Scott - Something For The People (Armin van Buuren vs DJ Remy & Roland Klinkenberg Remix)
- 2005 Fragile - Inertia (Armin van Buuren Remix)
- 2004 Sean Callery - The Longest Day (Armin Van Buuren Remix Radio Edit)
- 2004 Sean Callery - The Longest Day (Armin Van Buuren Remix)
- 2004 Sean Callery - The Longest Day (Armin Van Buuren Dub)
- 2004 Sean Callery - The Longest Day (Armin Van Buuren Mix)
- 2004 Envio - Love Poison (Ryan G Remix - AvB Edit)
- 2004 Mark Otten - Mushroom Therapy (Armin Van Buuren Precious Edit)
- 2003 Clubhands - Live Your Life (Extended Club Mix)
- 2003 Motorcycle - As The Rush Comes (Armin van Buuren's Universal Religion Remix)
- 2003 Ben Liebrand - Give Me An Answer (Armin van Buuren Remix)
- 2002 Perpetuous Dreamer - Dub.wav
- 2002 Perpetuous Dreamer - Dust.wav (Armin van Buuren Rising Star Remix)
- 2002 DJ Astrid - The Spell (Armin Van Buuren Remix)
- 2002 Solar Stone - Seven Cities (Armin van Buuren Remix)
- 2002 Solar Stone - Seven Cities (Armin van Buuren Vocal mix)
- 2002 OceanLab - Sky Falls Down (Armin Van Buuren Remix)
- 2002 Cygnus X - Positron (Armin Van Buuren Remix)
- 2002 Riva - Time Is The Healer (Armin Van Buuren Vocal Remix)
- 2002 Shane - Too Late To Turn (Armin Van Buuren Remix)
- 2002 Solid Sessions - Janeiro (Armin Van Buuren Mix)
- 2002 DJ Astrid - The Spell (Armin Van Buuren Remix)
- 2001 iiO - Rapture (Armin Van Buuren Remix)
- 2001 Ayumi Hamasaki - Appears (Armin Van Buuren Remix)
- 2001 Perpetuous Dreamer - The Sound Of Goodbye (Armin van Buuren's Rising Star Mix)
- 2001 Perpetuous Dreamer - The Sound Of Goodbye (Armin's Tribal Feel Mix)
- 2001 Magnusson Arrived - Mary Go Around (Armin Van Buuren's 'This Round's On Me' Edit)
- 2001 Magnusson Arrived - Mary Go Around (Armin Van Buuren's 'This Round's On Me' Mix)
- 2001 System F - Exhale (Armin van Buuren Remix)
- 2000 Armin - Communication Part II (Armin van Buuren's Remake)
- 2000 Vibe-Rations - Steppin' Out (Armin van Buuren's Big Bass Remix)
- 2000 Desiderio - Starlight (Armin Van Buuren's Rising Star Remix)
- 2000 Novaskotia - Novaskotia (Armin Van Buuren's Rising Star Mix)
- 2000 Dominica - Gotta Let You Go (Watch Your Step Mix)
- 2000 Fuel 2 Fire - Fuel to Fire (Armin's Drumrama Dub)
- 2000 Mi-Ko - Dreaming Of You (Armix Remix)
- 2000 Gimmick - Free (Armin's Discotizer Dub)
- 2000 Moogwai - Viola (Armin Van Buuren Remix)
- 2000 Yahel - Devotion (Armin Van Buuren Mix)
- 2000 ATFC Presents OnePhatDeeva - Bad Habit (Armin Van Buuren Gimmick Club Mix)
- 2000 Aria - Dido (Armin van Buuren's Universal Religion Mix)
- 1999 Gouryella - Walhalla (Armin van Buuren's Rising Star Dub)
- 1999 Gouryella - Walhalla (Armin Van Buuren's Rising Star Mix)
- 1999 Rising Star - Touch Me (Armix Remix)
- 1999 Vincent de Moor - Between 2 Fires (Armin Remix)
- 1999 René Et Gaston - Vallée 2000 (Vallée De L'Armix)
- 1999 Airscape - L'Esperanza (Armin Van Buuren's Rising Star Mix)
- 1999 DJ Manta - Holding On (Armin Van Buuren's Rising Star Edit)
- 1999 DJ Manta - Holding On (Armin Van Buuren's Rising Star Mix)
- 1999 Electrix - Gettaway (Armin van Buuren Mix)
- 1999 Pancake - Don't Turn Your Back (Syrup & Sugar Armix Flava)
- 1999 Madison Avenue - Don't Call Me Baby (Armin van Buuren's Stalker Dub)
- 1999 Madison Avenue - Don't Call Me Baby (Armin van Buuren's Stalker Mix)
- 1999 Insight - Prophecy (Cyber Mix)
- 1999 Shane - C'est Musique (Armin van Buuren Remix)
- 1999 Electrix - Blame The Music (Armin van Buuren Mix)
- 1999 DJ René - Music All Over The World (DJ René & Armin van Buuren Remix)
- 1999 Chakra & Edi Mis - X-File '99 (Armin & DJ Johan's Cyber Mix)
- 1999 Denzil & Dwayne - Force Of Habit (Armin van Buuren Remix)
- 1999 Vincent De Moor - Shamu (Armin Remix)
- 1999 Gouryella - Gouryella (Armix)
- 1998 Wamdue Project - King Of My Castle (Armin van Buuren Remix)
- 1998 Wamdue Project - King Of My Castle (Armin Gimmick Dub)
- 1998 Red & White - Out Of Blue (Armix)
- 1998 Wodka Wasters - Pass The Bottle (Armin's Movin' Work Dub)
- 1998 Wodka Wasters - Pass The Bottle (Armix)
- 1998 Black & White Brothers - Put Your Hands Up (Gimmick Remix)
- 1998 Problem Boy - Self Control (Armix)
- 1998 Flying Grooves - Initial Velocity (Armix)
- 1998 Barbarus - Hold On (Armix)
- 1998 Suits Makin' Noise - Ellegibo (Extended Armix)
- 1998 Suits Makin' Noise - The Beginning (Armix Club Version)
- 1998 Rocco Mundo - Move Static (Armix)
- 1998 J.R.'s Revenge - Dallas (The Armix)
- 1997 Temple Of The Groove - Without Your Love (Armin's Radio Mix)
- 1997 Sweet Pussy Pauline - Heads, Tits & Ass (Armin van Buuren Vocal Remix)
- 1997 Sweet Pussy Pauline - Heads, Tits & Ass (Armin van Buuren Dub Remix)
- 1997 Jocks' Trap - Tribal Tone (Armix Dub)
- 1997 Jocks' Trap - Tribal Tone (Armix)
- 1997 The Sunclub - Single Minded People (Radio Edit Armix)
- 1997 The Sunclub - Single Minded People (Trance Minded Armix)
- 1997 The Sunclub - Single Minded People (Club Minded Armix)
- 1997 Geoffrey Williams - Sex Life (Major Funk Armix)
- 1997 Pioneers Of Sound - Keep It Up (Armin Van Buuren Remix)
- 1997 ISCO - Funkytown (Mothafunky Armin Mix)
- 1997 De Bos - Chase (Follow-That-Car Mix)
- 1997 Monsieur Basculant - C'est Tout (Armix)
- 1996 Groove Solution - Magic Melody (Armin Mix)